# كرمي تسور
كرمي تسور مستوطنة مقامة على أراضي بلدتي حلحول وبيت أمر شمالي الخليل.
أُنشئت المستوطنة في عام 1984 ، وتقدر مساحة البناء بنحو 160 دونم، ويبلغ عدد سكان المستوطنة نحو 713 نسمة.